# Conquête militaire
Pour les articles homonymes, voir Conquête.

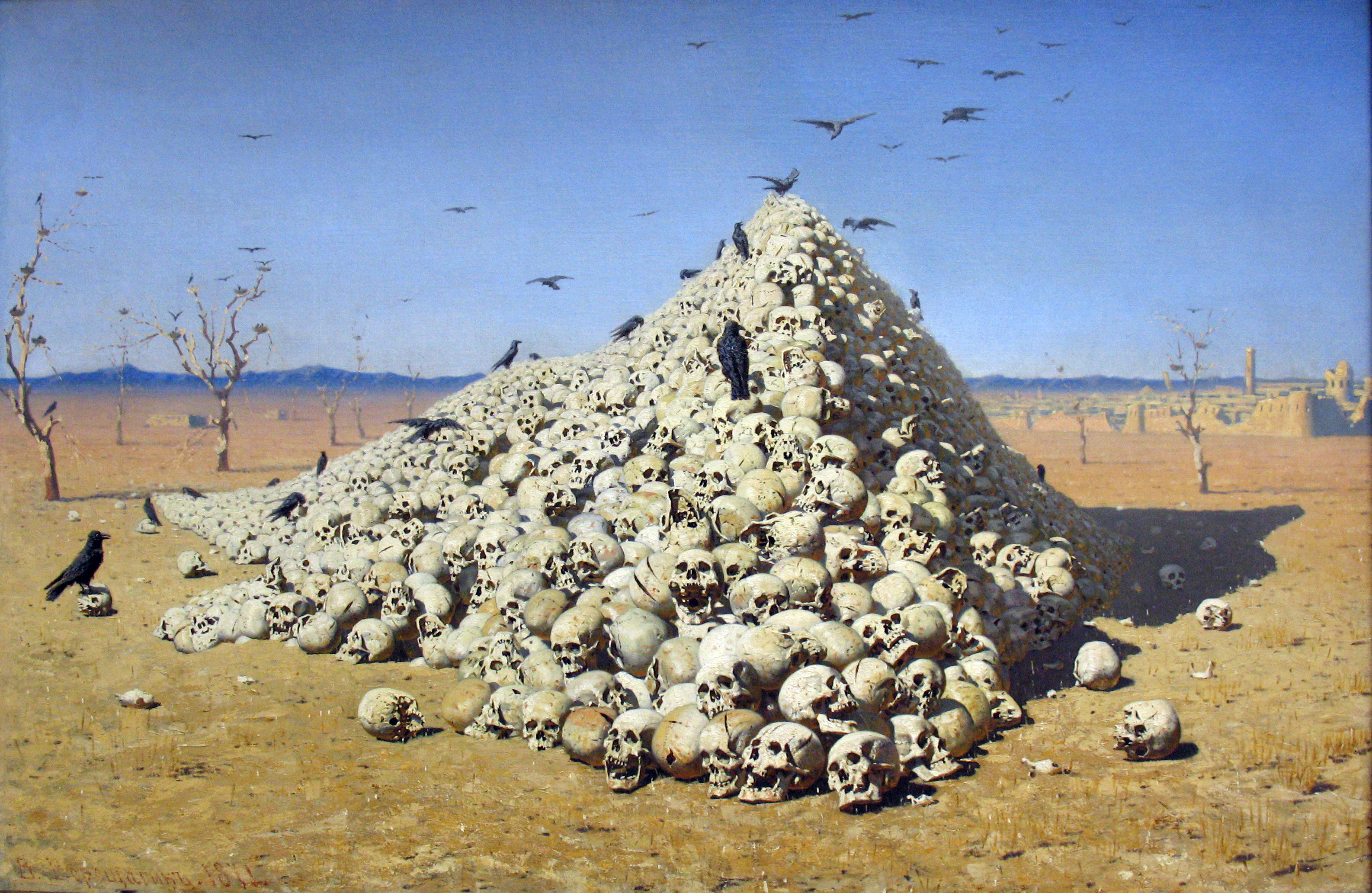
Vassili Verechtchaguine, Apothéose de la guerre, 1871 : l'œuvre est dédiée à « tous les grands conquérants, passés, présents et à venir ». Il s'agit d'un tas de crânes dans un désert.

La conquête est l'acte de dominer militairement une armée ennemie par la force des armes,.
L'histoire militaire offre de nombreux exemples de conquêtes : la conquête romaine de la Grande-Bretagne, la conquête de l'empire maurya sur l'Afghanistan, la conquête espagnole de l'Empire aztèque et les conquêtes musulmanes, parmi maints autres. La conquête normande de l'Angleterre constitue un exemple : fondée sur des relations culturelles, elle conduit à la domination du royaume d'Angleterre et place Guillaume le Conquérant sur le trône d'Angleterre en 1066.
La conquête peut nourrir des liens avec le colonialisme. Ainsi, l'Angleterre a connu des phases de conquêtes et de colonisation par les Anglo-Saxons, les Vikings et les Normands.

## Conquêtes dans l'Antiquité

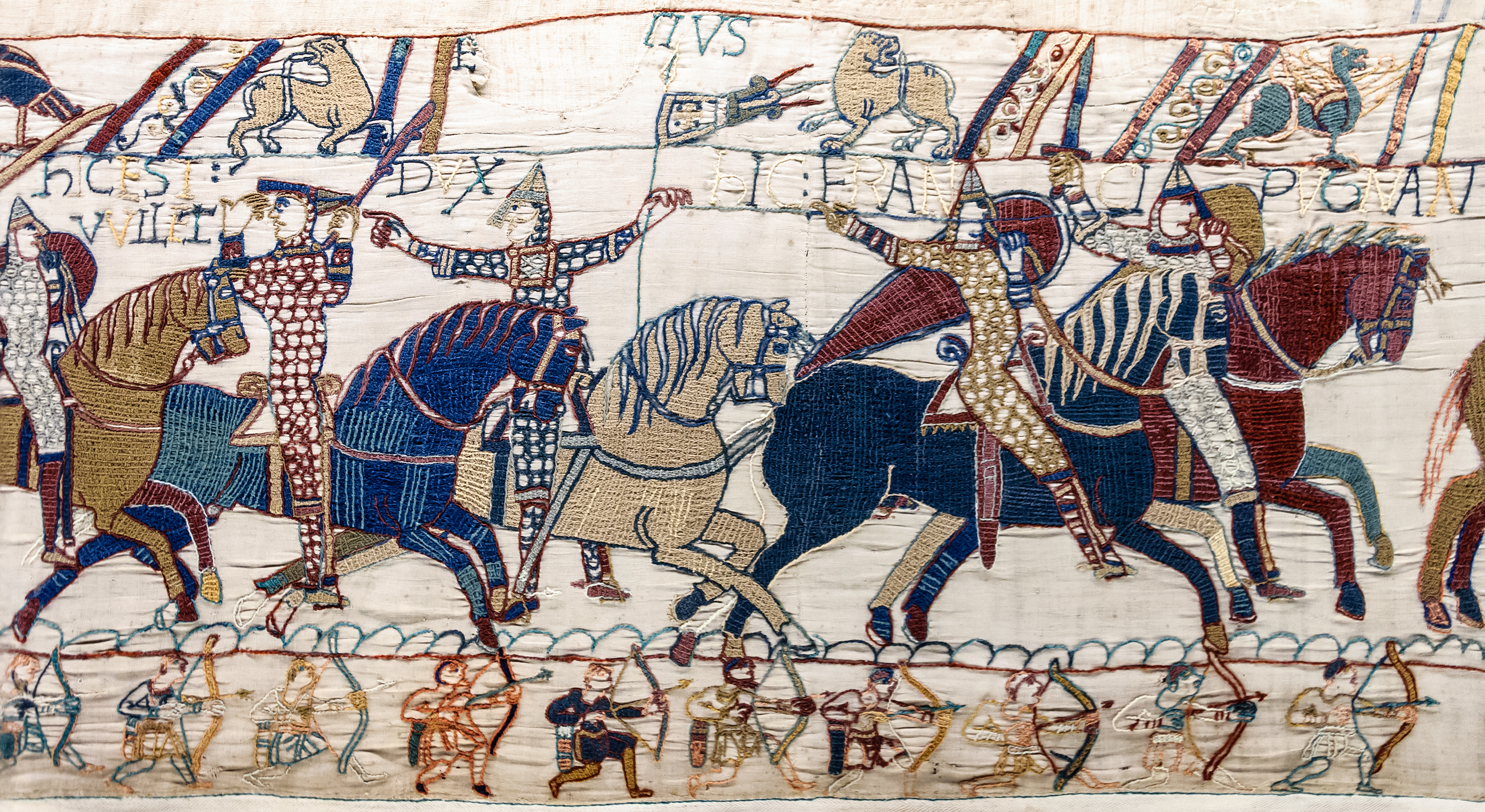
Guillaume le Conquérant à la tête de ses troupes à la bataille d'Hastings en 1066. Tapisserie de Bayeux.

Les peuples antiques menèrent des guerres à grande échelle qui étaient, de fait, des conquêtes.
Les améliorations de productivité dans l'agriculture n'a pas été un facteur de paix ; elle a conduit à la spécialisation avec la formation d'armées de plus en plus imposantes et l'amélioration des  technologies militaires. Ce facteur, joint à la croissance démographique et au contrôle politique, a entraîné des guerres plus fréquentes et plus destructrices. Ainsi, des civilisations comme l'Égypte, Babylone, l'Assyrie et la Perse ont émergé à cause de leur militarisme, comparées à des sociétés moins organisées qui les entouraient. Les opérations militaires ont pris de l'ampleur et la conquête effective est devenue possible.

## Méthodes de conquête
L'Empire ottoman recourt à des méthodes de conquête progressive et non militaire, consistant à établir leur suzeraineté sur leurs voisins puis déplacer leurs dynasties régnantes. Cette doctrine est systématisée pour la première fois sous Halil İnalcık. Ce type de conquête ne repose pas sur des révolutions violentes mais procède par une lente assimilation culturelle, soutenue par des instruments bureaucratiques comme des registres de la population et des ressources dans le cadre d'un système féodal de timar.
La migration humaine et la conquête forment un socle visible de la formation d'États modernes. À mesure que l'État gagne en étendue et qu'il multiplie les échanges culturels avec d'autres civilisations, certains conquérants substituent leur culture à celle de leurs sujets.

## Pillage
Le pillage est présent en tout temps et en tout lieu à l'issue d'une guerre ; les conquérants s'emparent de tous les objets de valeur qu'ils trouvent. Le désir de posséder des biens précieux fait partie des causes les plus habituelles des guerres et des conquêtes.

## Domination
Lors de la soumission de populations vaincues, les distinctions entre classes sociales se renforcent. Les peuples conquis sont réduits en esclavage, ce qui donne lieu à une division des conditions entre esclaves et personnes libres. Les esclaves sont obligés de travailler au bénéfice des classes supérieures, pour qui cette servitude devient la principale source de revenus. L'origine de l'État est la guerre et son existence se fonde sur l'application de la paix entre peuples conquérants et peuples conquis. L'esclavage et la conquête favorisent la distinction des classes sociales et des métiers : c'est ce qu'on appelle la division du travail. La conquête transforme la société et la sépare entre une caste militaire au pouvoir et une caste de producteurs, inféodés à la première.

## Aspects culturels
Après une conquête où une minorité s'impose à une majorité, la minorité tend à adopter la langue et la religion de la majorité, par la force du nombre et aussi parce qu'un gouvernement fort ne peut perdurer que par l'unité de ces deux facteurs. Dans d'autres cas, surtout quand les conquérants instaurent et conservent des institutions culturelles ou sociales fortes, la culture conquise peut adopter les normes ou les idées issues de la culture des conquérants afin d'améliorer ses rapports avec la nouvelle caste dirigeante. Ces évolutions sont souvent imposées de force aux peuples conquis, surtout lors des conquêtes motivées par la religion.

## Cause de migration
La conquête militaire fait partie des causes les plus durables des migrations humaines. Or, les migrations et la conquête militaire participent au développement politique d'un État.

## Débats sur la Seconde Guerre mondiale
Des experts ont débattu sur l'existence d'une norme légale interdisant la conquête depuis 1945,. Depuis 1945, peu de conquêtes ont absorbé de vastes pans de territoires mais des États ont continué à procéder à des annexions de superficies limitées.